# Wasserburg (Günzburg)
Wasserburg ist ein Stadtteil von Günzburg im schwäbischen Landkreis Günzburg in Bayern.

## Lage
Das Kirchdorf liegt circa einen Kilometer südlich von Günzburg an der Günz und einem Butzengünz genannten Seitenarm. Seit den 1970er Jahren ist es baulich mit der Kernstadt verbunden.
In Ost-West-Richtung wird es von der Kreisstraße GZ 4 durchquert, 1500 m südlich verläuft die Autobahn A 8. Weiterhin hat die Mittelschwabenbahn von Günzburg nach Mindelheim einen Haltepunkt Wasserburg (Günz).

## Geschichte
Die namensgebende Wasserburg wurde im Mittelalter zwischen zwei Armen der Günz errichtet und soll 1465 auf Befehl Kaiser Friedrichs III. dem Erdboden gleichgemacht worden sein. 
Nach mehrfachen Besitzerwechseln (unter anderem hatte es 1621 Don Rodrigo de Barragan († 1640) gekauft) ging Wasserburg 1719 an den Oberstjägermeister Johann Josef Freiherr von Imhof zu Untermeitingen. Dieser baute die bestehende Mühle zu einem freiadeligen Ansitz aus und ließ einige Wohnhäuser errichten. Damit legte er den Grundstein für das heutige Dorf Wasserburg, das 1748 in den Besitz der Stadt Günzburg überging.
Die bis dahin selbständige Gemeinde Wasserburg wurde am 1. Mai 1978 nach Günzburg eingegliedert.

## Baudenkmäler
Siehe auch: Liste der Baudenkmäler in Wasserburg
- Katholische Filialkirche St. Josef

## Sonstiges
In dem Dorf gibt es eine kombinierte Grund- und Mittelschule und einen Kindergarten.